# Музей героїчної оборони та визволення Севастополя
Севастопольський музей героїчної оборони та визволення міста, Національний музей героїчної оборони та визволення Севастополя  — створена 1960 організація, до якої входить низка пам'яток і музеїв Севастополя: панорама «Оборона 1854—1855 рр.»; Малахов курган; Сапун-гора; будинок-музей Севастопольського підпілля 1942—44; Володимирський собор.
Панораму «Оборона Севастополя 1854—1855» (художник Ф.Рубо, архітектор Ф.-О.Енберг) відкрито 1905. Панорама зображує штурм міста англо-французькими військами 6 червня 1855. Зруйновану 1942 панораму відновлено радянськими художниками під керівництвом В.Яковлєва і П.Соколова-Скаля і знову відкрито 1954. Будівля панорами є центральною спорудою Історичного бульвару. Будинок-музей Севастопольського підпілля 1942—44 відкритий 1967 в будинку, де під час гітлерівської окупації жив керівник «Комуністичної підпільної організації в тилу німців» В.Ревякін, містилися штаб і друкарня організації. Володимирський собор закладений у центрі міста 1854, будувався 1858—88 за проєктом О.Авдєєва. Собор — пам'ятка архітектури у неовізантійському стилі. Тут поховані видатні адмірали М.Лазарєв, В.Корнілов, П.Нахімов, В.Істомін. Із початку 1990-х рр. собор діє як православний храм і водночас як екскурсійний об'єкт. У фондах С.м.г.о. і в.м. зберігається понад 80 тис. музейних предметів, документи, фотонегативи. Організація регулярно проводить виставки, присвячені окремим сторінкам історії Севастополя.